# Ucháč čepcovitý
Ucháč čepcovitý (Gyromitra infula) je vzácná vřeckovýtrusná houba z čeledi desticovité.

## Popis
Plodnice jsou asi 5 – 20 cm vysoké, rozdělené na třeňovitou a kloboukovitou část.
Klobouk, na jehož povrchu se nachází thecium, je tvořen křehkou, tenkou dužninou; je dutý, zprohýbaný zpravidla do jednoho, dvou a nebo více nepravidelných cípů či laloků, často tvaru kápě. Klobouk je na povrchu lysý, hrbolkatý až vrásčitý, světle hnědé, červenohnědé až kaštanové barvy.
Třeň je válcovitý, zploštělý anebo mírně kyjovitý, dutý, občas s několika podélnými jamkami či brázdami, bělavý až nafialovělý, později někdy až hnědofialový.
Dužnina je tenká a křehká, příjemné nenápadné vůně.

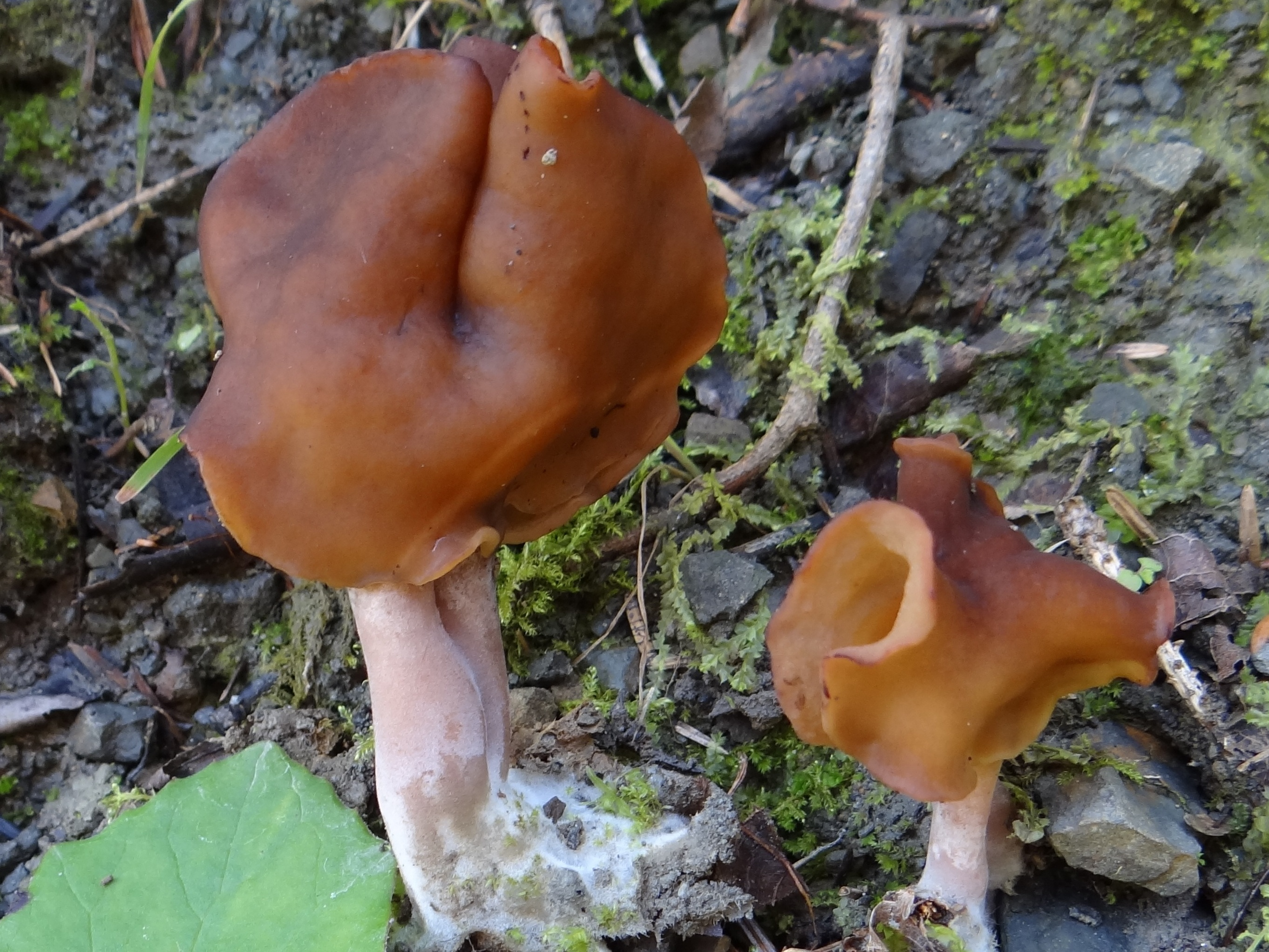
Ucháč čepcovitý (Gyromitra infula)

## Výskyt
Ucháč čepcovitý roste vzácně, v podzimních měsících, především v jehličnatých lesích na dřevních zbytcích, často i v půdě ponořených, případně na tlejících kořenech, kmenech nebo pařezech. Vyskytuje se spíše ve vyšších polohách.

## Užití a další údaje
Ucháč čepcovitý je udáván za jedlou houbu, bývá však uváděno, že občas může obsahovat určité množství jedu gyromitrinu (tento toxin ve větší míře obsahuje příbuzný jedovatý druh ucháč obecný) a být proto za syrova jedovatý. Pro případnou toxicitu a nepříliš běžný výskyt nebývá doporučován ke sběru.